# Adolphe Gaussen
Pour les articles homonymes, voir Gaussen.
Adolphe Louis Gaussen, né à Marseille le 12 mai 1871 et mort dans cette même ville le 2 juin 1957, est un peintre français, spécialisé dans la peinture de paysages côtiers et marins.

## Biographie
Adolphe Gaussen étudie la peinture sous la tutelle de Jean-Baptiste Olive à l'école des beaux-arts de Marseille. Il se marie le 10 novembre 1898 à Marseille avec Mlle Héloïse Pélagie Fanny Rouire.
Il est nommé peintre officiel de la Marine en 1928. Il a été conservateur du musée Cantini à Marseille.
En 1946, il entre à l'Académie de Marseille.

## Œuvres dans les collections publiques
- Arles, musée Réattu : Le Cap croisette
- Musée des beaux-arts de Beaune :
  - L'Atelier de Ziem aux Martigues[3]
  - Les Pins maritimes[4]
- Musée des beaux-arts de Marseille :
  - La Malaguéna[5]
  - La Plage du Prado[6]
- Marseille, musée Cantini :
  - Falaise, côte d'Azur[7]
  - Cathédrale[8]
- Toulon
  - musée d'art : Marseille, la rade
  - Musée national de la Marine : Les Cales Vauban, vers 1920, huile sur panneau
- Musée des beaux-arts de Troyes : Refuge de pêcheurs, côte d'azur[9].
- Paris
  - Musée national de la Marine : Cales Couvertes
  - Musée d'Orsay : Matin d'été[10]
  - Musée du Quai Branly - Jacques-Chirac : Rade de Djibouti[11]